# Malaka (Espagne)
Malaka ou Mlk était une colonie phénicienne sur la côte sud de la péninsule Ibérique, là où se trouve actuellement la ville espagnole de Malaga.

### Sources
- (es) Cet article est partiellement ou en totalité issu de l’article de Wikipédia en espagnol intitulé « Malaka » (voir la liste des auteurs).